# メイケイペガスター
メイケイペガスター（欧字名:Meikei Pega Star、2010年1月15日 - 2016年5月29日）は、日本の競走馬。主な勝ち鞍は2013年の共同通信杯。
馬名の由来は、冠名＋ペガサスより＋人気者

## 生涯

### デビュー前～2歳（2012年）
2011年のセレクトセール1歳セッションに上場され、名古屋競馬株式会社に3000万円で落札された。
2012年9月9日、阪神競馬場5レースの2歳新馬戦（芝1600m）でデビュー。最後尾に控えて直線で上り最速の脚を繰り出し、1番人気にこたえデビュー戦での初勝利を収めた。次走は格上挑戦でデイリー杯2歳ステークスに出走。ここでも1番人気に支持されたが、直線での伸びを欠きブービーの11着惨敗に終わった。

### 3歳（2013年）
1月19日の若駒ステークスより始動し3着。2月10日の共同通信杯はスタート直後に3番手の好位に取り付き、それまでとは異なり折り合い十分にレースを進めた。直線で逃げるマイネルマエストロを捉えると、最後は鋭い末脚で後続勢を突き放し、従来のレコードタイムを大幅に更新する勝ち時計1分46秒0での重賞初優勝を飾った。3月16日の若葉ステークスは単勝1番人気に支持されたが、直線で伸びきれず着外に沈んだ。
クラシック初戦の皐月賞は最後尾から上り最速の脚で前方集団に迫るも、ロゴタイプの9着に敗北。東京優駿は中団から徐々に進出し向正面で一時先頭に立ったが、直線で後続勢に捕まり11着に終わった。菊花賞には出走せず、年内最終戦のキャピタルステークスは3着に入った。

### 4歳～6歳（2014年～2016年）
4歳シーズンは1月5日の京都金杯より始動。2番人気に支持されたが、ブービーの15着惨敗。途中ダートも試されたが、その後も勝てないレースが続き、夏から条件クラスに降級した。
5歳5月の1600万下・BSイレブン賞（ダート1600m）で共同通信杯以来、約2年3か月ぶりの勝利を収めたが、7月の中京記念で最下位16着に敗れた後は長期休養に入った。
6歳4月のオアシスステークスで約9月ぶりにレースに復帰したが10着に終わり、このレースを最後に競走馬を引退した。

### 引退後
競走馬引退後は中京競馬場で乗馬になることが決まっていたが、去勢手術を受けた翌5月29日の検温中に転倒、重度の骨折のため安楽死の処置がとられた。

## 競走成績
以下の内容は、JBISサーチおよびnetkeiba.comに基づく。
| 競走日     | 競馬場 | 競走名          | 格       | 距離（馬場）  | 頭 数 | 枠 番 | 馬 番 | オッズ （人気） | 着順 | タイム （上り3F） | 着差 | 騎手      | 斤量 [kg] | 1着馬（2着馬）       | 馬体重 [kg] |
| ---------- | ------ | --------------- | -------- | ------------- | ----- | ----- | ----- | --------------- | ---- | ----------------- | ---- | --------- | --------- | -------------------- | ----------- |
| 2012.09.09 | 阪神   | 2歳新馬         |          | 芝1600m（良） | 11    | 3     | 3     | 002.70（1人）   | 01着 | R1:36.6（33.0）   | -0.3 | 0川須栄彦 | 54        | （グッドレインボー） | 506         |
| 0000.10.06 | 京都   | デイリー杯2歳S  | GII      | 芝1600m（良） | 12    | 6     | 7     | 002.00（2人）   | 11着 | R1:35.4（34.2）   | -0.7 | 0川須栄彦 | 55        | テイエムイナズマ     | 498         |
| 2013.01.19 | 京都   | 若駒S           | OP       | 芝2000m（良） | 9     | 1     | 1     | 005.30（4人）   | 03着 | R2:01.9（34.2）   | -0.2 | 0武豊     | 56        | リヤンドファミユ     | 498         |
| 0000.02.10 | 東京   | 共同通信杯      | GIII     | 芝1800m（良） | 10    | 7     | 8     | 005.60（4人）   | 01着 | R1:46.0（33.8）   | -0.2 | 0横山典弘 | 56        | （ゴットフリート）   | 490         |
| 0000.03.16 | 阪神   | 若葉S           | OP       | 芝2000m（良） | 11    | 8     | 10    | 002.70（1人）   | 08着 | R2:01.8（36.6）   | -1.1 | 0藤岡佑介 | 56        | レッドルーラー       | 488         |
| 0000.04.14 | 中山   | 皐月賞          | GI       | 芝2000m（良） | 18    | 1     | 1     | 033.6（10人）   | 09着 | 01:58.9（35.1）   | -0.9 | 0藤岡佑介 | 57        | ロゴタイプ           | 492         |
| 0000.05.26 | 東京   | 東京優駿        | GI       | 芝2400m（良） | 18    | 3     | 5     | 027.60（6人）   | 11着 | 02:24.9（35.8）   | -0.6 | 0藤田伸二 | 57        | キズナ               | 484         |
| 0000.11.23 | 東京   | キャピタルS     | OP       | 芝1600m（良） | 18    | 4     | 8     | 009.00（4人）   | 03着 | 01:33.3（34.0）   | -0.1 | 0藤田伸二 | 56        | サトノギャラント     | 496         |
| 2014.01.05 | 京都   | 京都金杯        | GIII     | 芝1600m（良） | 16    | 5     | 9     | 005.70（2人）   | 15着 | R1:34.8（36.4）   | -2.3 | 0藤田伸二 | 56        | エキストラエンド     | 506         |
| 0000.02.08 | 京都   | すばるS         | OP       | ダ1400m（重） | 15    | 7     | 14    | 008.00（3人）   | 09着 | 01:22.7（35.9）   | -1.0 | 0藤田伸二 | 56        | ベストウォーリア     | 504         |
| 0000.05.04 | 新潟   | 谷川岳S         | OP       | 芝1600m（良） | 16    | 2     | 3     | 006.50（4人）   | 10着 | 01:35.9（32.3）   | -0.7 | 0藤岡佑介 | 56        | サンレイレーザー     | 504         |
| 0000.05.17 | 東京   | 京王杯SC        | GII      | 芝1400m（良） | 15    | 8     | 15    | 019.70（8人）   | 04着 | 01:20.2（34.6）   | -0.5 | 0横山典弘 | 56        | レッドスパーダ       | 502         |
| 0000.06.15 | 東京   | 多摩川S         | 1600万下 | 芝1600m（良） | 18    | 8     | 16    | 007.30（4人）   | 08着 | R1:33.6（35.7）   | -0.5 | 0横山典弘 | 58        | シャイニープリンス   | 504         |
| 0000.10.18 | 京都   | 清水S           | 1600万下 | 芝1600m（良） | 11    | 7     | 9     | 007.20（2人）   | 02着 | R1:33.2（33.7）   | -0.2 | 0四位洋文 | 57        | フルーキー           | 500         |
| 0000.11.16 | 京都   | 修学院S         | 1600万下 | 芝1600m（良） | 14    | 4     | 5     | 009.70（5人）   | 09着 | R1:33.3（33.5）   | -0.7 | 0四位洋文 | 58        | アルバタックス       | 506         |
| 0000.12.13 | 阪神   | 六甲アイランドS | 1600万下 | 芝1400m（良） | 15    | 7     | 13    | 003.70（1人）   | 09着 | 01:21.5（35.6）   | -0.5 | 0四位洋文 | 57        | ミッキーラブソング   | 508         |
| 2015.04.25 | 京都   | 錦S             | 1600万下 | 芝1600m（良） | 8     | 5     | 5     | 006.10（3人）   | 07着 | R1:33.0（34.9）   | -1.0 | 0四位洋文 | 57        | カバーストーリー     | 510         |
| 0000.05.17 | 東京   | BSイレブン賞    | 1600万下 | ダ1600m（良） | 16    | 7     | 14    | 017.30（6人）   | 01着 | R1:36.3（36.3）   | -0.3 | 0浜中俊   | 57.5      | （マノワール）       | 502         |
| 0000.06.13 | 東京   | アハルテケS     | OP       | ダ1600m（良） | 16    | 1     | 2     | 005.90（3人）   | 09着 | R1:36.4（36.6）   | -0.6 | 0津村明秀 | 56        | キョウエイアシュラ   | 506         |
| 0000.07.26 | 中京   | 中京記念        | GIII     | 芝1600m（良） | 16    | 7     | 13    | 019.10（9人）   | 16着 | R1:34.7（36.5）   | -1.3 | 0津村明秀 | 56        | スマートオリオン     | 500         |
| 2016.04.24 | 東京   | オアシスS       | OP       | ダ1600m（良） | 16    | 8     | 15    | 024.70（8人）   | 10着 | R1:37.8（36.6）   | -0.8 | 0柴田善臣 | 56        | ブライトライン       | 504         |

- タイム欄のRはレコード勝ちを示す

## 血統表
| メイケイペガスターの血統          | メイケイペガスターの血統              | メイケイペガスターの血統        | （血統表の出典）                | （血統表の出典） |
| 父系                              | サンデーサイレンス系                  | サンデーサイレンス系            | サンデーサイレンス系            |                  |
| 父 フジキセキ 青鹿毛 1992         | 父の父*サンデーサイレンス 青鹿毛 1986 | Halo                            | Hail to Reason                  | Hail to Reason   |
| 父 フジキセキ 青鹿毛 1992         | 父の父*サンデーサイレンス 青鹿毛 1986 | Halo                            | Cosmah                          |                  |
| 父 フジキセキ 青鹿毛 1992         | 父の父*サンデーサイレンス 青鹿毛 1986 | Wishing Well                    | Understanding                   | Understanding    |
| 父 フジキセキ 青鹿毛 1992         | 父の父*サンデーサイレンス 青鹿毛 1986 | Wishing Well                    | Mountain Flower                 |                  |
| 父 フジキセキ 青鹿毛 1992         | 父の母ミルレーサー 鹿毛 1983          | Le Fabuleux                     | Wild Risk                       | Wild Risk        |
| 父 フジキセキ 青鹿毛 1992         | 父の母ミルレーサー 鹿毛 1983          | Le Fabuleux                     | Anguar                          |                  |
| 父 フジキセキ 青鹿毛 1992         | 父の母ミルレーサー 鹿毛 1983          | Marston's Mill                  | In Reality                      | In Reality       |
| 父 フジキセキ 青鹿毛 1992         | 父の母ミルレーサー 鹿毛 1983          | Marston's Mill                  | Millicent                       |                  |
| 母 ストームホイッスル 黒鹿毛 2004 | 母の父*ブライアンズタイム 黒鹿毛 1985 | Roberto                         | Hail to Reason                  | Hail to Reason   |
| 母 ストームホイッスル 黒鹿毛 2004 | 母の父*ブライアンズタイム 黒鹿毛 1985 | Roberto                         | Bramalea                        |                  |
| 母 ストームホイッスル 黒鹿毛 2004 | 母の父*ブライアンズタイム 黒鹿毛 1985 | Kelley's Day                    | Graustark                       | Graustark        |
| 母 ストームホイッスル 黒鹿毛 2004 | 母の父*ブライアンズタイム 黒鹿毛 1985 | Kelley's Day                    | Golden Trail                    |                  |
| 母 ストームホイッスル 黒鹿毛 2004 | 母の母*ラークホイッスル 黒鹿毛 1994   | Silver Deputy                   | Deputy Minister                 | Deputy Minister  |
| 母 ストームホイッスル 黒鹿毛 2004 | 母の母*ラークホイッスル 黒鹿毛 1994   | Silver Deputy                   | Silver Valley                   |                  |
| 母 ストームホイッスル 黒鹿毛 2004 | 母の母*ラークホイッスル 黒鹿毛 1994   | Find Happiness                  | Buckfinder                      | Buckfinder       |
| 母 ストームホイッスル 黒鹿毛 2004 | 母の母*ラークホイッスル 黒鹿毛 1994   | Find Happiness                  | Very Very Happy                 |                  |
| 母系(F-No.)                       | ラークホイッスル(CAN)系(FN:9-e)       | ラークホイッスル(CAN)系(FN:9-e) | ラークホイッスル(CAN)系(FN:9-e) | [ § 2 ]          |
| 5代内の近親交配                   | Hail to Reason 4×4                    | Hail to Reason 4×4              | Hail to Reason 4×4              | [ § 3 ]          |
| 出典                              | 1. 2. 3.                              | 1. 2. 3.                        | 1. 2. 3.                        | 1. 2. 3.         |

- 主な近親にエメリミット（2020年東京ダービー）、モエレソーブラッズ（2005年兵庫ジュニアグランプリ）、サウンドガガ（2014年スパーキングレディーカップ）